# Holomelina cocciniceps
Holomelina cocciniceps är en fjärilsart som beskrevs av William Schaus 1901. Holomelina cocciniceps ingår i släktet Holomelina och familjen björnspinnare. Inga underarter finns listade i Catalogue of Life.